# Iglesia de San Juan (Huaviña)
La Iglesia de San Juan es un templo católico ubicado en la localidad de Huaviña, comuna de Huara, Región de Tarapacá, Chile. Fue declarada monumento nacional de Chile, en la categoría de monumento histórico, mediante el Decreto Supremo n.º 5705, del 3 de agosto de 1953.

## Historia
Se construyó entre los años 1575 y 1578 en estilo barroco andino. El terremoto de 2005 la dejó con serios daños, por lo que tuvo que ser reconstruida. Estos trabajos, a través del programa Puesta en Valor del Patrimonio comenzaron en 2010, y se inauguraron en enero de 2011.

## Descripción
Cuenta con una planta en cruz conformada por una nave central y dos recintos laterales para la sacristía y una capilla menor. Con muros de mampostería de piedra y barro, cuenta con un campanario adosado de dos cuerpos. La fachada cuenta con un acceso con un arco de medio punto rodeado por un tallado en piedra con motivos vegetales. En el interior se encuentra un retablo tallado y policromado.